# 4737 Kiladze
4737 Kiladze је астероид главног астероидног појаса са средњом удаљеношћу од Сунца која износи 2,695 астрономских јединица (АЈ).
Апсолутна магнитуда астероида је 12,8.